# Ian Kirkpatrick (rugby à XV, 1930)
Pour les articles homonymes, voir Ian Kirkpatrick et Kirkpatrick.

a Compétitions nationales et continentales officielles uniquement.

b Matchs officiels uniquement.
Alexander Ian Kirkpatrick, né le 25 juillet 1930 à Bloemfontein et mort le 18 novembre 2012 à Somerset West, est un joueur de rugby international sud-africain évoluant principalement au poste de centre, même s'il lui arrive de joueur comme demi d'ouverture.

## Biographie
Ian Kirkpatrick dispute son premier test match le 5 septembre 1953 contre les Wallabies. En 1956, il est retenu pour jouer une fois contre les All Blacks. Il fait partie de l'équipe des Springboks qui affrontent les Français lors du premier test de la Tournée de ceux-ci en 1958, rencontre terminée sur le score de 3 à 3. Jugé responsable de la déconvenue de son équipe en raison de ses coups de pied systématiques en touche, il ne figure pas dans l'équipe qui affrontent les Bleus lors du deuxième test, ceux-ci s'imposant 9 à 5 pour remporter une série historique. Il est ensuite choisi pour disputer une série de quatre matchs contre les All Blacks qui est remportée par les Springboks avec deux victoires, un match nul et une défaite. 
En 1960-1961 il est sélectionné à cinq reprises avec les Springboks qui font une tournée en Europe. Il l'emporte sur le pays de Galles 3-0. Il participe ensuite à la victoire contre l'Irlande 8-3 puis à celle sur l'Angleterre 5-0 et enfin l'Écosse 12-5. Le 18 février 1961 les Sud-africains concèdent le match nul à Paris 0-0. En club, il passe une partie sa carrière au sein de la province des Griquas et le reste des Free State Cheetahs.

## Statistiques en équipe nationale
- 13 sélections
- Sélections par année : 1 en 1953, 1 en 1956, 1 en 1958, 7 en 1960, 3 en 1961